# بو سون هي
بو سون هي (بالكورية: 부순희) (ولدت في 15 يوليو 1967 في جيجو) هي رامية كورية جنوبية شاركت في الألعاب الأولمبية الصيفية في أعوام 1988 و1996 و2000.

## روابط خارجية
- بو سون هي على موقع أوليمبيديا (الإنجليزية)